# I-Active Valve Lift System
Intelligence-Active Valve Lift System (сокр. i-AVLS) — технология клапанного механизма, реализованная японской компанией Subaru в 2,5-литровом атмосферном двигателе SOHC для снижения выбросов и повышения эффективности и производительности.

## Описание
В отличие от системы AVCS, которая применяется в других двигателях Subaru, система AVLS повышает производительность и эффективность за счёт изменения того, какой распредвал управляет одним из двух впускных коллекторов. Во всех двигателях Subaru с AVLS распредвалы имеют специально разработанные кулачки для впускных коллекторов. Имеются два разных кулачка: с низким/средним подъёмом или с высоким подъёмом.
Два впускных клапана в каждом цилиндре приводятся в действие коромыслом с собственным кулачком. Используемый кулачок выбирается электронным блоком управления двигателем (ЭБУ).
Для выбора различных режимов подъёма клапанов давление масла, создаваемое двигателем, перемещает штифт, который соединяет два лепестка. На низких оборотах двигателя распределительные валы с малым/средним подъёмом увеличивают скорость воздуха, поступающего в двигатель, тем самым повышая крутящий момент и эффективность. На более высоких оборотах двигателя распределительные валы с большим подъёмом полностью открывают впускные коллекторы, снижая сопротивление поступающему воздуху и повышая мощность.
AVLS управляет только одним из впускных коллекторов в каждом цилиндре, поскольку другой всегда открыт для создания завихрения.